# Theodor Brugsch

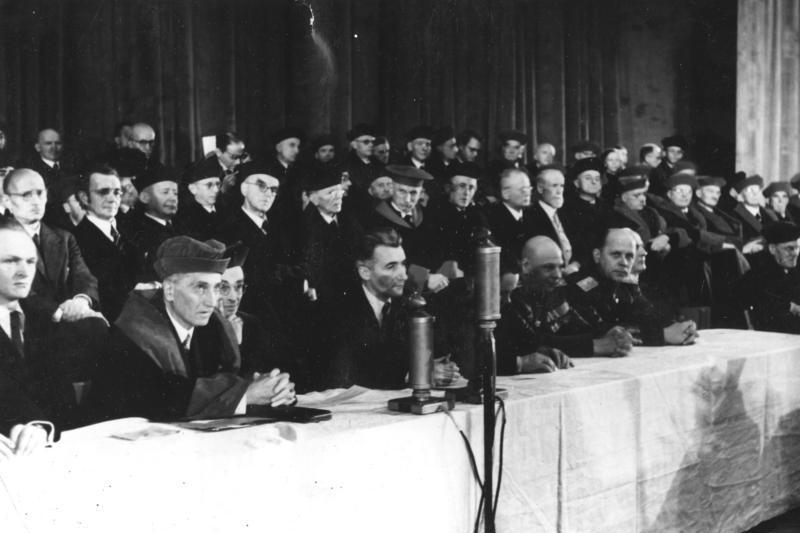
Theodor Brugsch bei der Eröffnung der Berliner Universität am 29. Januar 1946. Von links: Josef Naas von der DVV, Theodor Brugsch, Professor und Abteilungschef für Hochschulwesen der DVV, Paul Wandel als Präsident der DVV am Mikrofon, rechts Tjulpanov und Solotuchin als Vertreter der SMAD. Brugsch vollzug die Investitur des neuen Rektors Johannes Stroux.

Karl Louis Theodor Brugsch (* 11. Oktober 1878 in Graz; † 11. Juli 1963 in Ost-Berlin) war ein deutscher Internist und Politiker.

## Leben
Theodor Brugsch war Sohn des Ägyptologen Heinrich Brugsch. Nach dem Besuch des Köllnischen Gymnasiums studierte er von 1898 bis 1902 Medizin an der Friedrich-Wilhelms-Universität zu Berlin. 1903 wurde er in Berlin zum Dr. med. promoviert. Von 1903 bis 1905 arbeitete er als Assistent der Inneren Abteilung am (alten) Krankenhaus Altona, wo sein und Fritz Königs gemeinsames Interesse an Erkrankungen der Bauchspeicheldrüse begann, und anschließend von 1906 bis 1909 zur internistischen Weiterbildung wieder in Berlin an der Charité. Dort habilitierte er sich 1909 und wurde 1912 Oberarzt. Gegen Ende des Ersten Weltkrieges war er Stabsarzt in einem Lazarett in Rumänien, nach dem Ersten Weltkrieg wieder Oberarzt und ab 1919 Leiter der II. Medizinischen Poliklinik an der Charité. Im Jahr 1921 wurde er außerordentlicher Professor. Von 1927 bis 1935 war er Ordinarius für Innere Medizin an der Medizinischen Universitätsklinik Halle. Im Jahr 1932 wurde er zum Mitglied der Deutschen Akademie der Naturforscher Leopoldina gewählt.
Im Jahr 1931, während der Dekanatszeit von Brugsch, kam es an der Universität Halle zu krawallartigen Protesten nationalsozialistischer Studenten, die sich gegen die Berufung des Theologen Günther Dehn richteten, dem vorgeworfen wurde, ein Pazifist zu sein. Nach einem Polizeieinsatz gegen diese Studenten trat Brugsch im Senat für weitere disziplinarische Maßnahmen gegen diese Studenten ein. In der Folge wurde die jüdische Abstammung von Brugschs Ehefrau öffentlich gegen ihn verwendet und es kam zu einer Kampagne gegen ihn als Universitätslehrer. Als schließlich 1935 ein von ihm organisierter Kongress auf äußeren Druck hin kurzfristig abgesagt werden musste, entschied er sich, beim Ministerium vorzeitige Emeritierung zu beantragen, die ihm gewährt wurde.
Wegen der Zugehörigkeit seiner Ehefrau zum Judentum wurde Brugsch 1935 nach den Nürnberger Gesetzen als Hochschullehrer entpflichtet und entlassen. Obwohl er verschiedenen NS-Organisationen wie dem Nationalsozialistischen Kraftfahrkorps und der Nationalsozialistischen Volkswohlfahrt beitrat und förderndes Mitglied der SS wurde, erhielt er keine neue Berufung auf einen Lehrstuhl. Brugsch zog nach Berlin und praktizierte dort in einer Privatpraxis und in einer Privatklinik. Im Jahr 1936 lernte er dort eine Schweizerin kennen, mit der er ab 1938 zusammenlebte. Erst 1944 ließ er sich von seiner ersten Frau, mit der er drei Söhne hatte, scheiden, nachdem es ihm gelungen war, ihr einen „Arierpass“ zu kaufen, kümmerte sich jedoch weiter um sie, sodass sie das Kriegsende wohlbehalten überlebte. Ende 1944 heiratete er seine zweite Frau, mit der er drei Töchter hatte.
Über seine Haltung zum Nationalsozialismus hat sich Brugsch selbst folgendermaßen geäußert: „Gegen die damaligen Zustände in Halle war ich überempfindlich geworden, nachdem ich den Eindruck gewonnen hatte, daß nicht nur eine ganze Stadt den Nacken beugte, sondern auch die Professoren sich willig und widerspruchslos dem Nazismus fügten, dessen Prinzipien mir unfassbar erschienen. Mit diesem Strom wollte ich auf keinen Fall schwimmen, aber als einzelner gegen den Strom zu schwimmen – das war damals für mich völlig unmöglich.“:240
Von 1945 bis 1957 arbeitete Theodor Brugsch als Ordinarius für Innere Medizin an der I. Medizinischen Klinik der Berliner Charité. 1945 bis 1946 war er auch Hauptabteilungsleiter der Deutschen Verwaltung für Volksbildung. 1946 gehörte er zu den Gründern des Clubs der Kulturschaffenden in Berlin.
1947 gründete er die Sozialhilfe Groß-Berlin, deren Präsident er wurde. Von 1949 bis 1954 saß er als Abgeordneter in der Volkskammer. 1957 wurde er emeritiert. Anschließend war er Vizepräsident des Kulturbundes der DDR. 
Der Lyriker Jens Gerlach widmete ihm in Dorotheenstädtische Monologe ein Gedicht.

## Darstellung Brugschs in der bildenden Kunst
- Waldemar Grzimek: Prof. Brugsch (Porträtbüste, Bronze, 1954)[11]
- Bert Heller: Prof. Dr. Dr. Brugsch (Tafelbild, Öl)[12]
- Gustav Seitz: Prof. Theodor Brugsch (Porträtbüste, Bronze, vor 1958)[13]

## Ehrungen
- Verdienter Arzt des Volkes (1949)

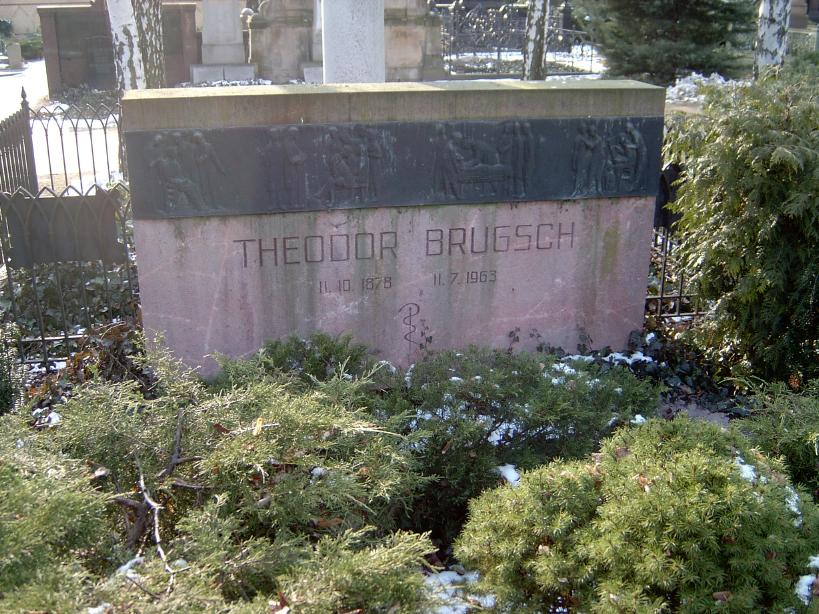
Grab von Theodor Brugsch auf dem Friedhof der Dorotheenstädtischen und Friedrichswerderschen Gemeinden

- Hervorragender Wissenschaftler des Volkes (1953)
- Vaterländischer Verdienstorden  in Silber (1954)
- Goethepreis der Stadt Berlin (1954)
- Nationalpreis der DDR (1956)[2]
- Vaterländischer Verdienstorden in Gold (1958)
- Ehrenpräsident des Kulturbunds der DDR (1963)

## Veröffentlichungen (Auswahl)
- mit Fritz König: Beitrag zur Klinik der Pankreasentzündungen. In: Berliner klinische Wochenschrift. Band 42, 1905, S. 1605–1609.
- mit Alfred Schittenhelm: Der Nukleinstoffwechsel und seine Störungen. (Gicht, Uratsteindiathese u. a.) Fischer, Jena 1910.
- Lehrbuch der inneren Medizin. 14. Auflage. 1950.
- Stoffwechselerkrankungen. Schriftenreihe der Zeitschrift für die gesamte Innere Medizin und ihre Grenzgebiete. Band 4, 1955.
- Arzt seit fünf Jahrzehnten. Rütten & Loening, Berlin 1957.
- Kardiologie. Lehrbuch der Herz- und Gefäßkrankheiten; zugleich eine Pathologie des Kreislaufs. 5. Auflage. Hirzel, Leipzig 1958.

Er war Mitherausgeber der 4. Auflage der Real-Encyclopädie der gesammten Heilkunde.